# Heinrich Wagner (Admiral)
Heinrich Wagner (* 10. Dezember 1886 in Nürnberg; † 6. Juli 1950) war ein deutscher Konteradmiral der Kriegsmarine.

## Leben
Heinrich Wagner trat im Mai 1907 in die Kaiserliche Marine ein. Später diente er bis Januar 1916 als Wachoffizier auf den Torpedobooten G 7 und V 1. Als Seekadett-Offizier kam er bis Februar 1917 auf die Freya. Bis Kriegsende war er I. Torpedo-Offizier auf der Pillau. Am 16. November 1917 wurde er Kapitänleutnant. Am 24. März 1919 wurde er aus der Marine verabschiedet.
Ab März 1925 war er als Zivilangestellter auf der Werft Wilhelmshaven tätig.
Ab März 1930 war er bis Dezember 1939 Leiter des neu an der Marinewerft Wilhelmshaven aufgestellten Fernlenkverbands, welcher u. a. aus der Zähringen und Hessen bestand. Als Fregattenkapitän wurde er am 1. Oktober 1933 als E-Offizier aufgenommen. Nebenamtlich war er von Oktober 1933 bis September 1938 Ausrüstungsbetriebsdirektor der Marinewerft Wilhelmshaven. Am 1. Oktober 1937 wurde er Kapitän zur See (E). Von Dezember 1939 bis November 1942 war er Chef der Abteilung für militärische Fragen der Werften (K III A) im OKM. Am 20. April 1941 wurde er in das aktive Seeoffizierkorps übernommen. Ab Dezember 1942 war er Werft- bzw. Arsenalkommandant der Kriegsmarinewerft Bordeaux bzw. des Kriegsmarinearsenals Bordeaux, welches er bis Januar 1944 führte und dann an Konteradmiral (Ing.) Carl Weber übergab. Zum Konteradmiral wurde er am 1. Dezember 1942 befördert. Im Januar/Februar 1944 war er kurz zur Verfügung des Marinegruppenkommandos West gestellt. Bis Kriegsende war er Chef der Amtsgruppe Gefolgschaftsangelegenheiten (MarWehr/D) im OKM.